# Snertinge
|  | Snertinge er også en bebyggelse i Sværdborg Sogn, se Snertinge (Vordingborg Kommune) |
Snertinge er en by på Nordvestsjælland med 901 indbyggere  (2024). Snertinge er beliggende i Særslev Sogn fem kilometer vest Svinninge, to kilometer øst for Føllenslev og 20 kilometer øst for Kalundborg. Byen tilhører Kalundborg Kommune og er beliggende i Region Sjælland.
Særslev Kirke ligger i byen.

## Historie
Snertinge landsby bestod i 1682 af 12 gårde. Det samlede dyrkede areal udgjorde 327,0 tønder land skyldsat til 78,48 tønder hartkorn. Dyrkningsformen var trevangsbrug.
I 1872 beskrives forholdene således; "Snertinge med Apothek og Veirmølle (ved denne By krydse den Kjøbenhavn-Kalundborgske Hovedlandevei og Nykjøbing-Sorø Veien hinanden)".
Omkring århundredeskiftet beskrives forholdene således: "Snertinge, ved Landevejenes Krydsningspunkt, med Apotek, Lægebolig, Kro, stor Ostefabrik, Købmandshandel osv. samt Postekspedition og Telegrafstation".
Snertinge havde i 1921 220 indbyggere, i 1925 200, i 1930 258, i 1935 211, i 1940 265, i 1945 348, i 1950 348, i 1955 360, i 1960 655 indbyggere og i 1965 673 indbyggere. Forklaringen på springet fra 1955 til 1960 var, at Snertinge voksede sammen med nabobyen Særslev. I 1930, da byen havde 258 indbyggere, var sammensætningen efter erhverv: 42 levede af landbrug, 94 af industri og håndværk, 35 af handel, 7 af transport, 12 af immateriel virksomhed, 31 af husgerning, 36 var ude af erhverv og 1 havde ikke angivet oplysninger.